# Сухий Іван Іванович
Іван Іванович Сухий (* 19 січня 1958, Одайпіль, Тетіївський район, Київська область, УРСР) — музикант, пісняр, педагог, Заслужений працівник культури України (1995).

## Біографія
Іван Іванович Сухий народився 19 січня 1958 в селі Одайпіль, Тетіївського району, Київської області.  У 1966 році родина переїхала до міста Жашків.
Навчався в Уманському музичному училищі та Київському інституті культури. За фахом — керівник оркестру, артист оркестру та викладач по класу баяна, балалайки.
Працює в Жашківській дитячій музичній школі. Іван Іванович є творцем та беззмінним керівником зразкового дитячого ансамблю гармоністів (м. Жашків). Створив єдиний в Україні музей гармоніки. Член Національної спілки журналістів України.
Заслужений працівник культури України (1995)  

## Нагороди
- Орден «За заслуги» II ступеня (22 серпня 2016) — за значний особистий внесок у державне будівництво, соціально-економічний, науково-технічний, культурно-освітній розвиток України, вагомі трудові здобутки та високий професіоналізм[3]
- Орден «За заслуги» III ступеня (25 грудня 2009) — за вагомий особистий внесок у розвиток культурно-мистецької спадщини України, високу професійну майстерність та активну участь у проведенні Фестивалю мистецтв України[4]
- Заслужений працівник культури України (4 січня 1995) — За значний  особистий  внесок у розвиток культури і мистецтва України, високу професійну майстерність[5]
- Орден Усмішки (пол. Order Uśmiechu)[6]